# Бауманис, Янис Фридрих
Я́нис Фри́дрих Ба́уманис (латыш. Jānis Frīdrihs Baumanis; 4 июня 1834, Рига, Лифляндская губерния, Российская империя — 31 марта 1891, там же) — латвийский архитектор. Первый архитектор-латыш, получивший высшее образование и ставший основоположником национальной архитектуры. Его сын Артур Бауманис — один из первых создателей исторического жанра в латышской живописи.

## Образование
Янис Фридрих Бауманис получил домашнее образование, а в юности перед поступлением в официальное учебное заведение ему некоторое время приходилось подрабатывать плотником. Карьерный взлёт Бауманиса начался после того, как на перспективного подсобника обратил внимание прибалтийско-немецкий академик Людвиг Бонштедт, руководитель ряда рижских архитектурных проектов. Именно с его лёгкой руки Янис Фридрих получил возможность продолжить обучение в Берлинской Академии архитектуры, а позже, опять-таки по проекции Бонштедта — в Санкт-Петербургской Академии Художеств, что для молодого архитектора-латыша было пределом мечтаний в условиях многолетнего господства национальных стереотипов, которые обуславливали жёсткую сегрегацию. В Берлинской Академии Бауманис учился с 1860 по 1862 год; в Санкт-Петербурге он провёл три года (1862—1865), в итоге получив диплом архитектора с правом заниматься архитектурной практикой в губернской столице. С 1870 по 1880 год Бауманис занимал ответственный пост архитектора Видземского губернского управления.

## Архитектурная деятельность
Архитектурная деятельность Бауманиса оказалась весьма востребованной в связи со срытием городских укреплений и с принятием плана реконструкции Рижских предместий, составленным архитекторами Отто Дитце и Иоганном Даниэлем Фельско. Первые работы Бауманиса связаны с сооружением эклектичных домов на территории рижских бульваров. Чаще всего в зданиях раннего Бауманиса преобладал неоренессанс, которым архитектор «заразился» ещё в период обучения в Санкт-Петербурге, но также иногда встречались и неоготические образцы. Всего по проектам Бауманиса было построено около 35 % зданий в этом районе города. Много внимания архитектор уделял вырисовыванию мелких архитектурных деталей, также его работы периода формирования бульварного ансамбля (1857—1863 годы) отличает гибкость форм и изящная, даже смелая пластика. В общей сложности по проектам Бауманиса было построено около 90 многоэтажных каменных домов, а всего им было создано примерно 150 зданий (в том числе деревянных, одно- или двухэтажных). Из 90 каменных 54 здания располагаются в районе бульваров.
По проектам Я. Бауманиса построено около тридцати православных церквей в Лифляндской губернии (в Латвии и Эстонии).

## Общественная деятельность
Бауманис активно участвовал в общественной жизни Риги и Санкт-Петербурга. В частности, благодаря его участию в Санкт-Петербурге в 1862 году было основано первое в истории российской империи Общество русских архитекторов. В Риге позже (в 1879 году) им было создано похожее архитектурное общество Риги (более точное название — Союз архитекторов города Риги), его штаб располагался в доме справа от Шведских ворот, в который вмурована башня Юргена — этот дом носит традиционное название Дома Архитекторов.
Также Бауманис стоял у истоков прогрессивного Рижского Латышского общества, которое на начальном этапе существования внесло существенный вклад в дело ликвидации немецкой гегемонии в Прибалтийском крае. С 1872 по 1875 год Янис Фридрих являлся его председателем (само общество было основано в 1868 году).

## Работы

Здание Верховного суда

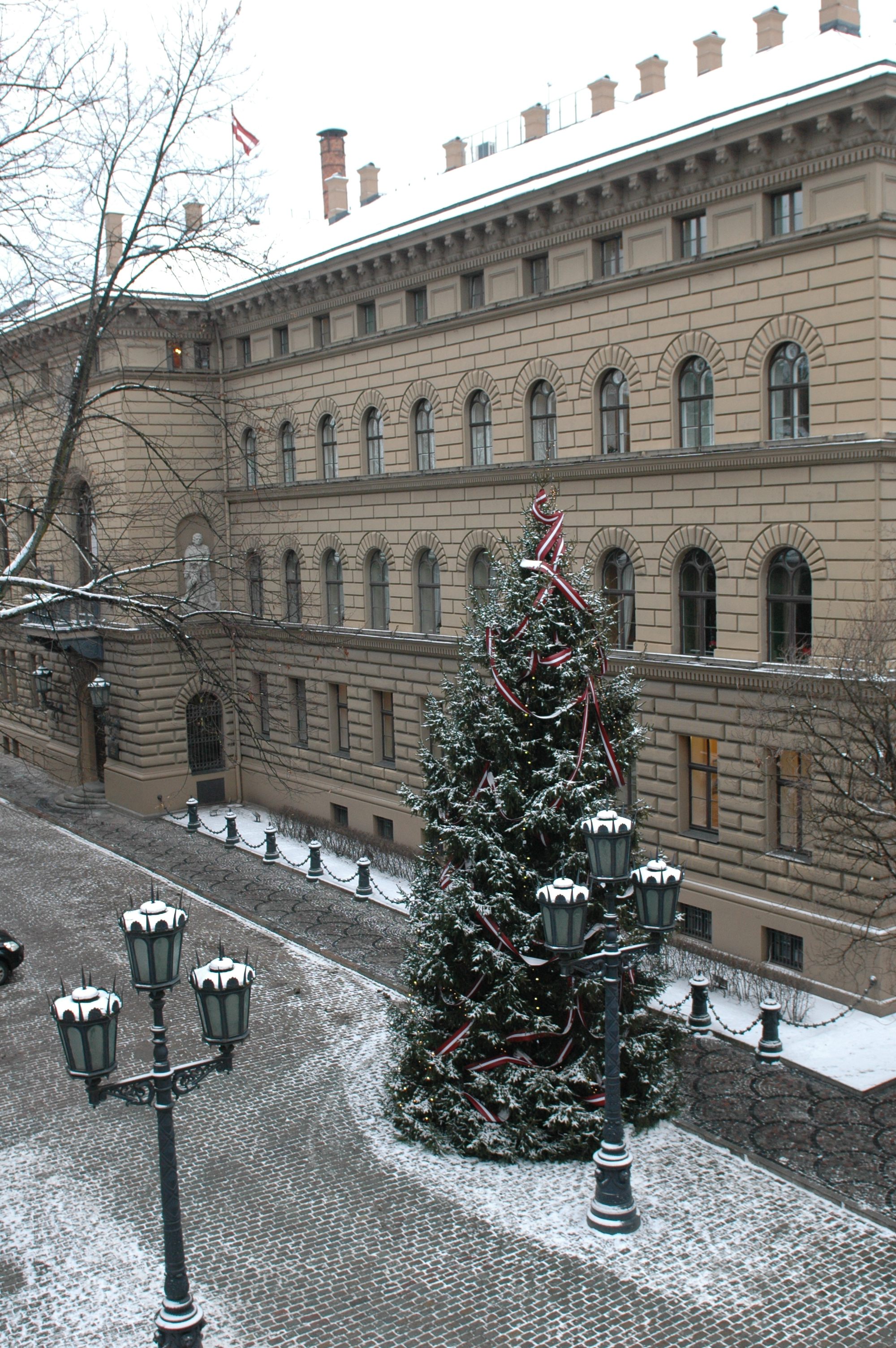
Здание Сейма Латвии

- С 1870 по 1875 год Бауманис занимался проектировкой и строительством здания мужской Александровской гимназии (её основание напрямую связано с именем известнейшего лифляндского просветителя-краеведа Евграфа Васильевича Чешихина). В настоящее время её адрес — улица Кришьяня Барона, 1, теперь в этом здании располагается Латвийская музыкальная академия имени Язепа Витола.
- В 1889 году по проекту Бауманиса было отстроено здание цирка Саламонского, который являлся известным дрессировщиком лошадей. Оно находится по адресу улица Меркеля, 4. Там состоялся первый в истории Риги кинопоказ.
- В 1888 году было окончено строительство здание Окружного суда по адресу бульвар Бривибас, 34. Тогда этот участок улицы носил название Александровского бульвара.
- На Замковой улице (улица Пилс, д. 16) в 1877 году было воздвигнуто здание Государственного банка в смешанных формах английского неоренессанса, с которым любил экспериментировать архитектор Янис Бауманис.
- Три вселатышских Праздника песни 1873, 1880 и 1888 годов прошли на временных подмостках, спроектированных для этих целей Бауманисом.
- Пожалуй, одним из самых знаковых и выдающихся проектов архитектора является роскошное здание-штаб Лифляндского остзейского дворянства, проектировка которого началась в 1863 году, а строительство было завершено в 1867 году. Его архитектор Бауманис строил в тесной спайке со своим университетским товарищем немцем Робертом Пфлугом, который войдёт в историю Риги как проектировщик Христорождественского Кафедрального собора на территории парка Эспланады. Именно со строительством этого здания связано наибольшее число противоречий: некоторые исследователи истории межнациональных противоречий в Прибалтике второй половины XIX века считают, что Бауманис вынужден был приниматься за проектирование анонимно, а Пфлуг впоследствии взял на себя «ответственность» за сооружение. Что касается Бауманиса, то он вынужден был поставить свою подпись в качестве рядового пособника архитектора. Другие исследователи утверждают, что подобные «махинации» — плод досужих вымыслов. Как бы там ни было, благодаря совместной работе Бауманиса и Пфлуга, знавших друг друга со времён учёбы в Петербургской АХ, на свет появилось величественное здание Национального парламента Латвии в стиле историзма (творческая переработка форм флорентийского палаццо), ныне иронично именуемое «шоколадным домиком» по своеобразному ассоциативному сходству рустовки. В период нацистской оккупации в здании располагалось ведомство Фридриха Еккельна. В советский период палаццо служило резиденцией Верховного Совета ЛатвССР. В период второй независимой Латвии — Сейм ЛР. Расширение здания Лифляндского рыцарства последовало в 1900—1903 году, а основой для расширения послужил проект архитектора Вильгельма Неймана. В той же части, которую проектировали Бауманис и Пфлуг, теперь размещается Зал заседаний Сейма.
- Из жилых домов, спроектированных Бауманисом, стоит отметить следующие, воплотившие в себе характерные особенности авторского творческого почерка зодчего: жилой дом по адресу бульвар Райниса, 9 (1872—1876, ныне — посольство Франции); здание по бульвару Калпака, 4 (1874—1878, ныне — здание библиотеки ЛУ); им также был отстроен первый дом Рижского Латышского общества в 1872 году. Также достойны внимания здания по бульвару Калпака под номерами 5, 6, 7 и 9 (проектировались с 1873 по 1874 год). В здании под номером 6 располагается Генеральная прокуратура Латвии. В других — в основном посольственные резиденции. Также по улице Меркеля по его проекту были воздвигнуты (помимо уже упомянутой выше Александровской гимназии) здания под номерами 5, 7 и 9.

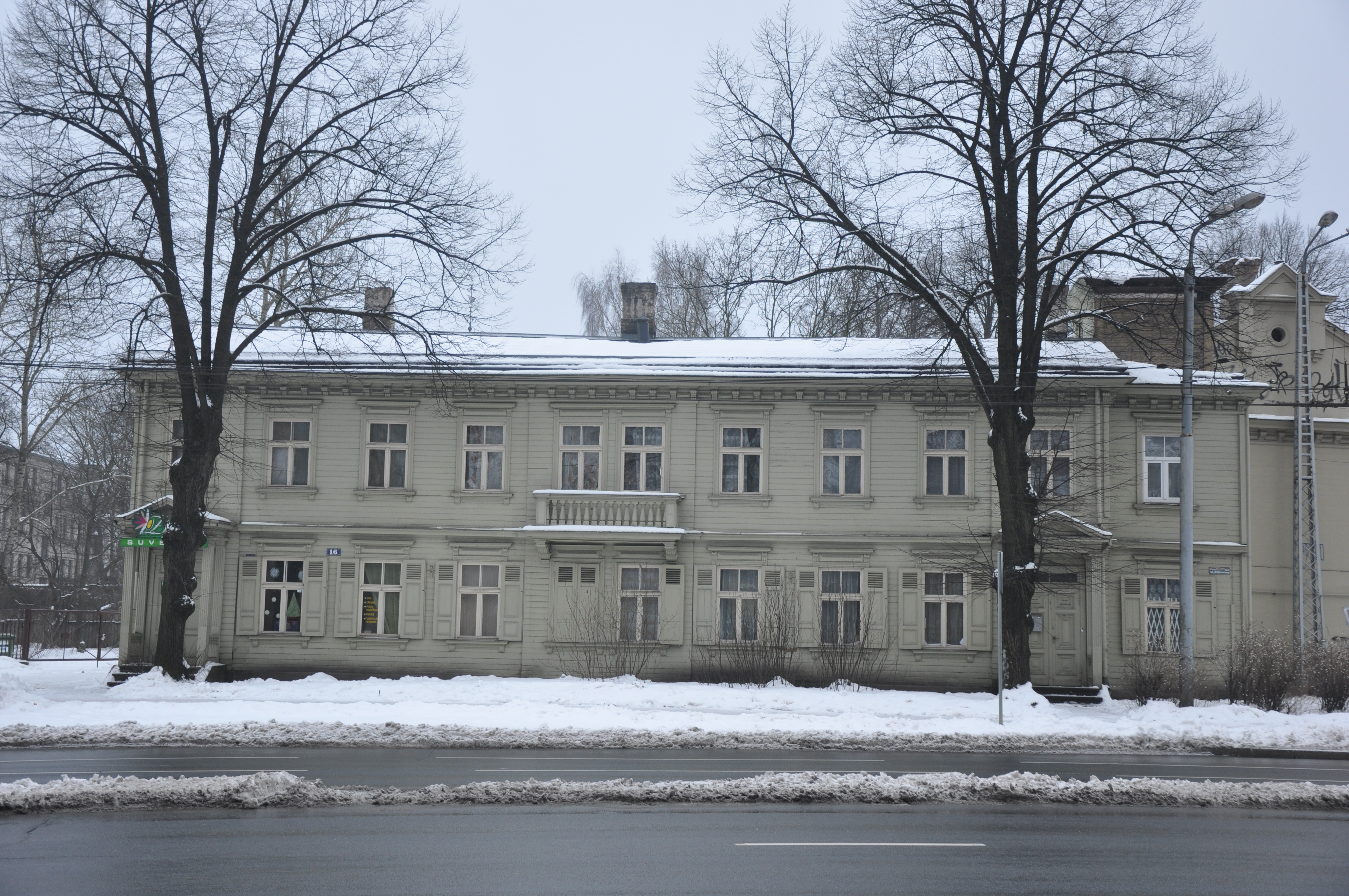
Ул. Калнциема, 16

- Сохранился деревянный дом работы Бауманиса в рижском районе Агенскалнс, в квартале деревянной застройки на улице Калнциема, 16 (1876 год).
- Наиболее яркие работы в сфере культовой архитектуры:

- 1868—1884 Православная церковь Всех Святых в Риге, неороманика.
- 1875—1878 Православная церковь Св. Сергия Радонежского в Валмиере.
- 1878—1881 Православная церковь Св. Георгия Победоносца в Бауске, неороманика.
- 1892—1895 Православная Троице-Задвинская церковь в Риге (объём храма — по проекту Я. Бауманиса, фасады перестроены арх. В. Лунским).